# メランコリア (フェッティ)
『メランコリア』（仏: La Mélancolie、英: Melancholy）は、17世紀イタリア・バロック期の画家ドメニコ・フェッティが1618年ごろ、キャンバス上に油彩で制作した絵画である。フェッティが1618年ごろに描いた『瞑想』 (アカデミア美術館、ヴェネツィア) の模作で、ほかにもいくつかのヴァージョンがある。フランスの画家ジャック・ブランシャールの息子で、やはり画家であったガブリエル・ブランシャールが、1685年にフランドルで本作を国王ルイ14世のために購入した。現在、パリのルーヴル美術館に所蔵されている。

## 作品
この著名な作品は、フェッティの作品中で最も謎に包まれた1枚である。数多くの注釈がなされ、それらは様々な種類の問いかけを生んできた。画中の女性はかつてはマグダラのマリアとされていたように、悔悛するマグダラのマリアがただひたすら頭蓋骨を凝視するという主題を想起させる。
しかし、画面に見られる小さな品々は「メランコリア」を示唆している。画家は明らかにドイツ・ルネサンス期の巨匠アルブレヒト・デューラーの1514年の名高い版画『メランコリア I』をよく知っていたのであろう。この版画には、科学に関する装置や芸術家の道具、犬といった本作と同様のモティーフが描かれている。
四体液説によれば、メランコリアは「黒胆汁」を意味する言葉で、黒胆汁は人間の気質を決めるとされた四体液のうちの1つである。感情と性格的特質は身体的特質および特定の要素と関連づけられたが、黒胆汁の場合は乾いたもの、冷たいもの、重いものと結びつけられた。女性の頭部は手に重くのしかかり、瞼も重く垂れ、身体も重い。本作は陰鬱な遺跡の景色の中に設定され、春の緑の芽吹きもなく、夏の果物の実りもない。茶色が画面を支配している。
とはいえ、フェッティの場合はよりキリスト教的なメランコリアであり、死や世俗的追求の空虚さについての思索を伝えている。なお、本作がヴェネツィアにある類似した『瞑想』とどのような関係にあるのかはわからない。

## ギャラリー

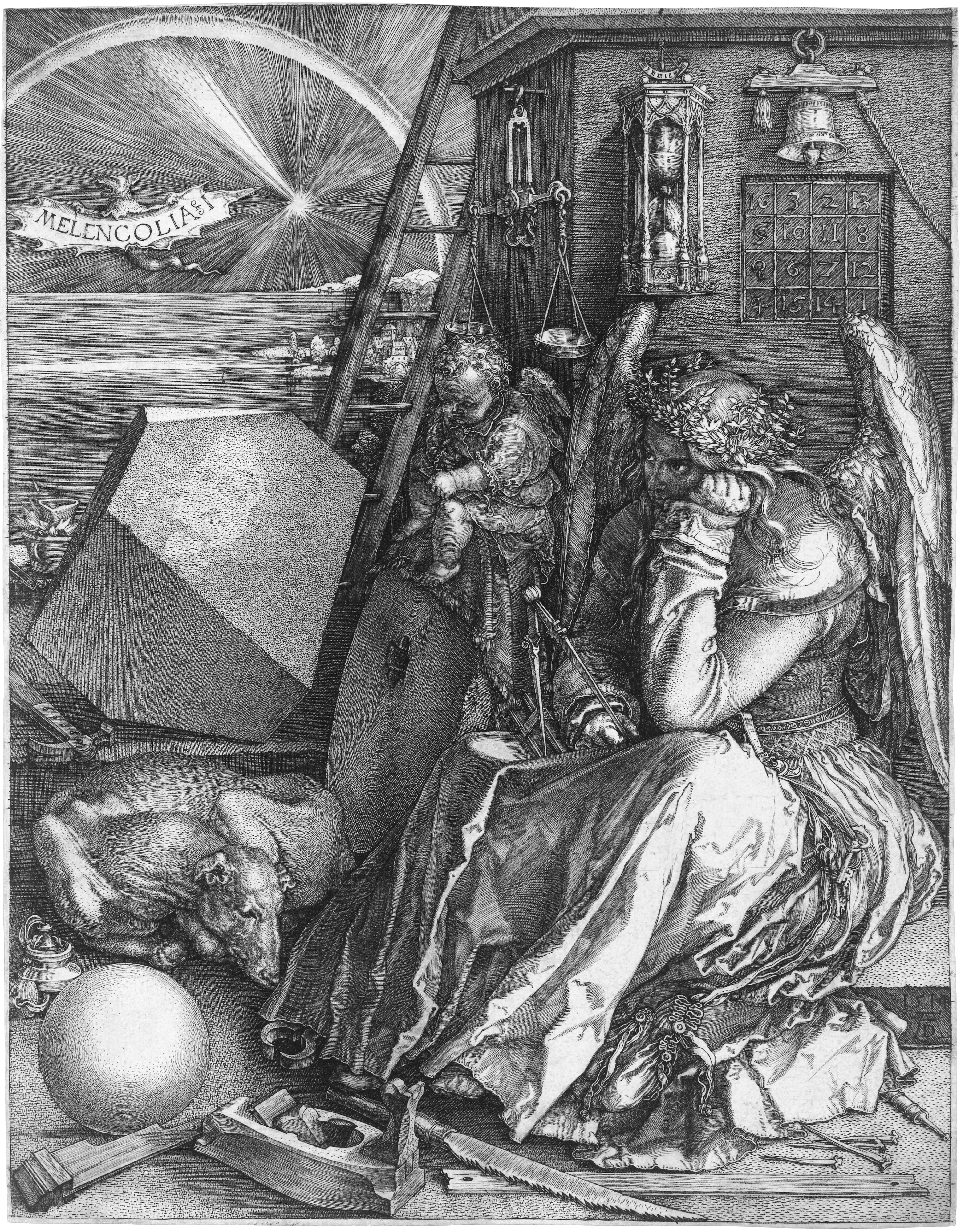
アルブレヒト・デューラー『メランコリアI』 (1514年)
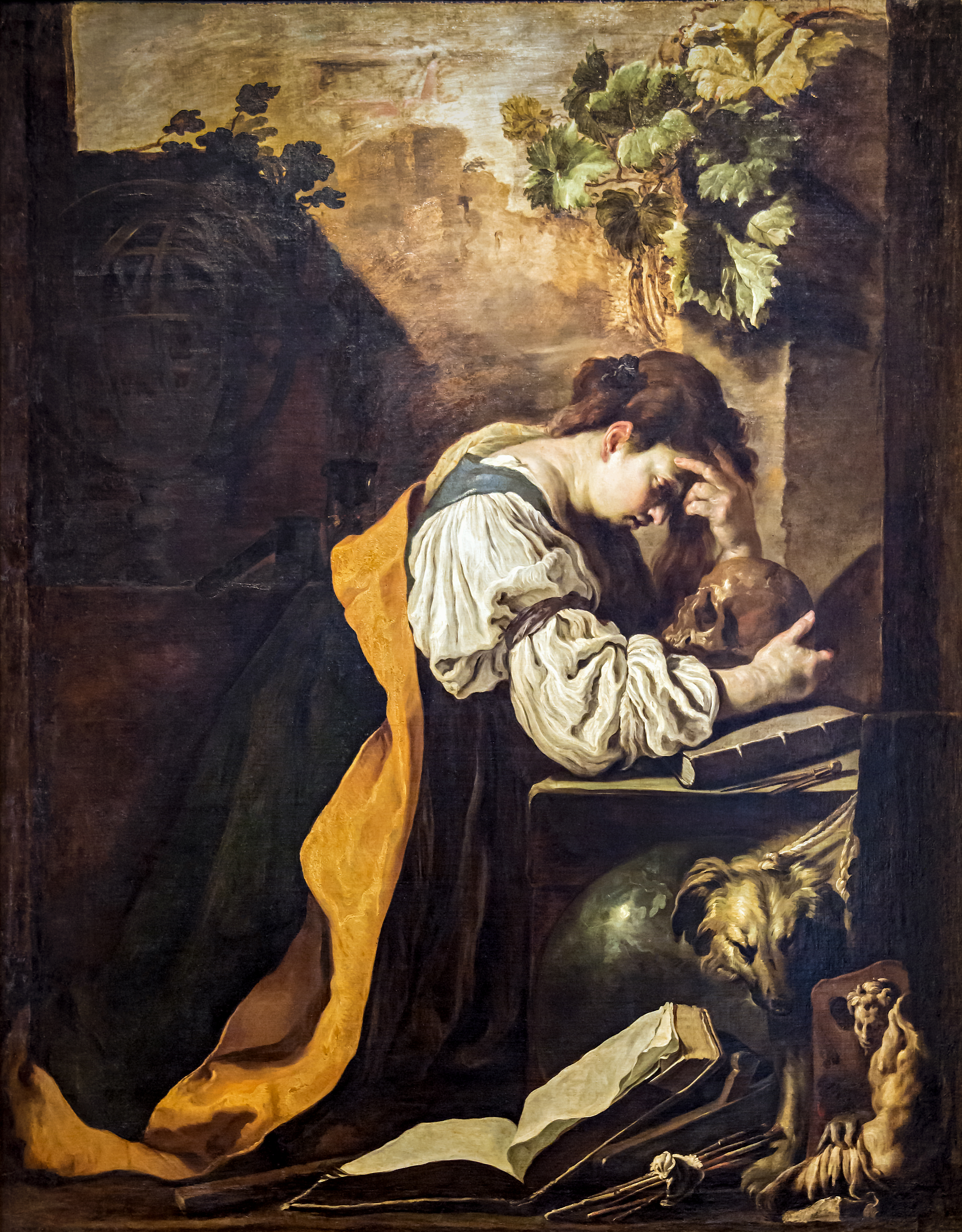
ドメニコ・フェッティ『瞑想 』(1618年ごろ)、アカデミア美術館 (ヴェネツィア)